# Italijanski ekspedicijski korpus v Rusiji
Italijanski ekspedicijski korpus v Rusiji (izvirno italijansko Corpo di Spedizione Italiano in Russia; kratica CSIR) je bil korpus Italijanske kraljeve kopenske vojske, ki je bil ustanovljen kot italijanski prispevek k bojevanju na vzhodni fronti druge svetovne vojne.

## Zgodovina
Korpus je bil ustanovljen 10. julija 1941, v Sovjetsko zvezo pa je prihajal med julijem in avgustom istega leta. Sprva je bil korpus podrejen 11. armadi generalpolkovnika von Schoberta.
10. julija 1942 so korpus reorganizirali v 35. korpus, ki je postal sestavni del Italijanske armade v Rusiji.

## Osebje
- poveljnik: korpusni general Francesco Zingales (10. julij-14. julij 1941), korpusni general Giovanni Messe (14. julij 1941)
- načelnik štaba: polkovnik Guido Piacenza (10. julij-1. november 1941), polkovnik Umberto Utili (1. november 1941-10. julij 1942)
- artilerijski poveljnik: brigadni general Francesco Dupont
- inženirski poveljnik: polkovnik Mario Tirelli
- nemški zvezni častnik: major Hans-Wessel von Gyldenfeldt (julij-oktober 1941); major v generalštabu Reinhold Fellmer (oktober 1941-20. november 1942)

## Organizacija
- Štab
- 52. motorizirana divizija
- 9. motorizirana divizija
- 3. konjeniška divizija
- Italijansko vojno letalstvo ekspedicijskega korpusa v Rusiji